# 古利夫卡
51°15′28″N 25°13′17″E / 51.25778°N 25.22139°E
古利夫卡（烏克蘭語：Гулівка），是烏克蘭的村落，位於該國西部沃倫州，由科韋利區負責管轄，處於斯托希德河畔，面積1.74平方公里，海拔高度163米，2001年人口237，人口密度每平方公里136.52人。